# はまれぽ.com
はまれぽ.com（はまれぽドットコム）は、神奈川県横浜市を中心とした地域情報を扱うウェブサイト。株式会社Poifullが運営する。

## 概要
主に横浜市内や神奈川県内（対象地域については後節を参照）に関する様々な謎を調査し、記事として扱っている。また、最近起きたニュースやかつて存在した人物、出来事など同地域における様々な事柄についても記事の対象としている。
なお一部の記事は、デイリーポータルZやガジェット通信に供給されている。
運営会社の変更後、2023年5月3日投稿の記事を最後に更新を長期休止していたが、2025年6月29日に更新の再開が発表された。

## 歴史
- 2010年（平成22年）1月1日 - はまれぽ第1号が投稿される。
- 2011年（平成23年）10月1日 - はまれぽの調査により、横浜市営バス27系統の安善町バス停の名称が変更[4]。
- 2013年（平成25年）1月 - 文芸社より、書籍版「はまれぽ.com」発行。
- 2014年（平成26年）末 - スマートフォン向けのはまれぽアプリ[5]が稼働開始。
- 2018年（平成30年）11月末 - 「はまれぽアプリ」ポイントサービスが終了[6]。
- 2019年（令和元年）
  - プレスリリースサービスを開始。
  - 横浜の観光情報をまとめた「よこはまっぷ」を公開。
- 2020年（令和2年）3月20日 - 株式会社アイ・ティ・エーが、はまれぽ事業を株式会社Poifullに事業譲渡[7]。

## 記事の流れ
まず初めにその謎のタイトルと結論が簡単に表記される。その次にその謎の概要などが説明され、実際に謎がある場所に行き、現地の人などにインタビュー・取材を行い調査を進める。時には、県外にも調査をしに行くこともある。そしてその謎の解決策や将来の計画などが示され、最後に執筆者による結論などが書かれる。記事によっては2ページ以上に及ぶこともなる。また、記事の下には「面白かった」「面白くなかった」という2つの評価ボタンがあり、いずれかに投票することができる。

## 「キニナル」の投稿
読者は、簡単な会員登録をすることにより、飲食店の話題や交通機関、市政、街の歴史など対象地域内（横浜市、川崎市、湘南〈藤沢市・茅ヶ崎市・鎌倉市・逗子市〉、相模原市、横須賀市・三浦市）の気になることを投稿できる。投稿を読んだ人がその事柄について自分も気になる、調査してほしいと感じたときは、「これキニナル!」ボタンを押して投票することができる。100票集まった事柄は優先的に調査され、最終的に編集部が記事を作成する流れとなるが、投稿のない事柄でも編集部が独自に調査し記事にすることがある。また、投稿が記事として採用されることにより、投稿者のアカウントが昇格していくシステムもある。

### 「キニナル」のジャンル
- 政治・経済
- グルメ
- 娯楽・文化
- 教育・育児
- 生活・健康
- インタビュー

## 「イチオシ」の店舗を紹介
イチオシははまれぽ編集部が厳選した横浜を中心とした神奈川県エリア（横浜市、川崎市、湘南〈藤沢市・茅ヶ崎市・鎌倉市・逗子市〉、相模原市、横須賀市・三浦市）のお店や会社を紹介するコンテンツ。

### 「イチオシ」のジャンル
- 食べる
- 買う
- 美容
- 住む
- 学ぶ
- 暮らす
- 遊ぶ / 泊まる
- 病院
- 相談
- 健康

## 主な記事
- 「横浜でいちばん急な坂はどこですか」シリーズ
- 「終電を逃した」シリーズ
- 「横浜の家系ラーメン全店制覇への道～家系図を作ろう～」
- 横浜観光情報よこはまっぷ
- 神奈川県内・横浜・みなとみらいのイルミネーション特集
- 横浜のおすすめビアガーデン特集
- 神奈川・横浜の花火大会 日程一覧 ・打ち上げ数・地図情報
- 横浜のお花見スポット 〜シーン別桜の名所20選～

## 書籍
- はまれぽ.com編集部『はまれぽ.com』文芸社、2013年1月1日。ISBN 978-4286117904。